# Uranomys ruddi
Uranomys ruddi är en gnagare i familjen råttdjur (Muridae) och den enda arten i sitt släkte.

## Beskrivning
Djuret når en kroppslängd mellan 8 och 13 cm samt en svanslängd mellan 5 och 8 cm. Vikten ligger mellan 41 och 53 gram. Pälsen på ryggen är grov och påminner om en borst. Pälsens färg är på ryggen rödbrun till rödgrå och på buken ljusgrå till vitaktig. Den mörka svansen är bara glest täckt med hår.
Gnagarens utbredningsområde ligger i centrala Afrika och sträcker sig från Senegal österut till Etiopien samt söderut till Zimbabwe och Moçambique. Habitatet utgörs av fuktiga gräsmarker som savanner och buskland. Ibland hittas den i skogarnas yttre zon.
Individerna är aktiva på natten och lever vanligen i par. De bygger underjordiska bon som är stoppade med gräs. Boet ligger vanligen 15 cm under marken och har en 40 cm lång tunnel. Uranomys ruddi har insekter som huvudföda. Honor kan para sig hela året men i västra Afrika föds de flesta ungarna mellan september och december.
Arten är inte sällsynt och listas därför av IUCN som livskraftig (LC).